# マルグリット・ユルスナール
マルグリット・ユルスナール（Marguerite Yourcenar、1903年6月8日 - 1987年12月17日）は、フランスの小説家。本名はMarguerite Antoinette Jeanne Marie Ghislaine Cleenewerck de Crayencour、筆名の「ユルスナール」は本姓のクレイヤンクール（Crayencour）からのアナグラムである。

## 生涯

### 生い立ち

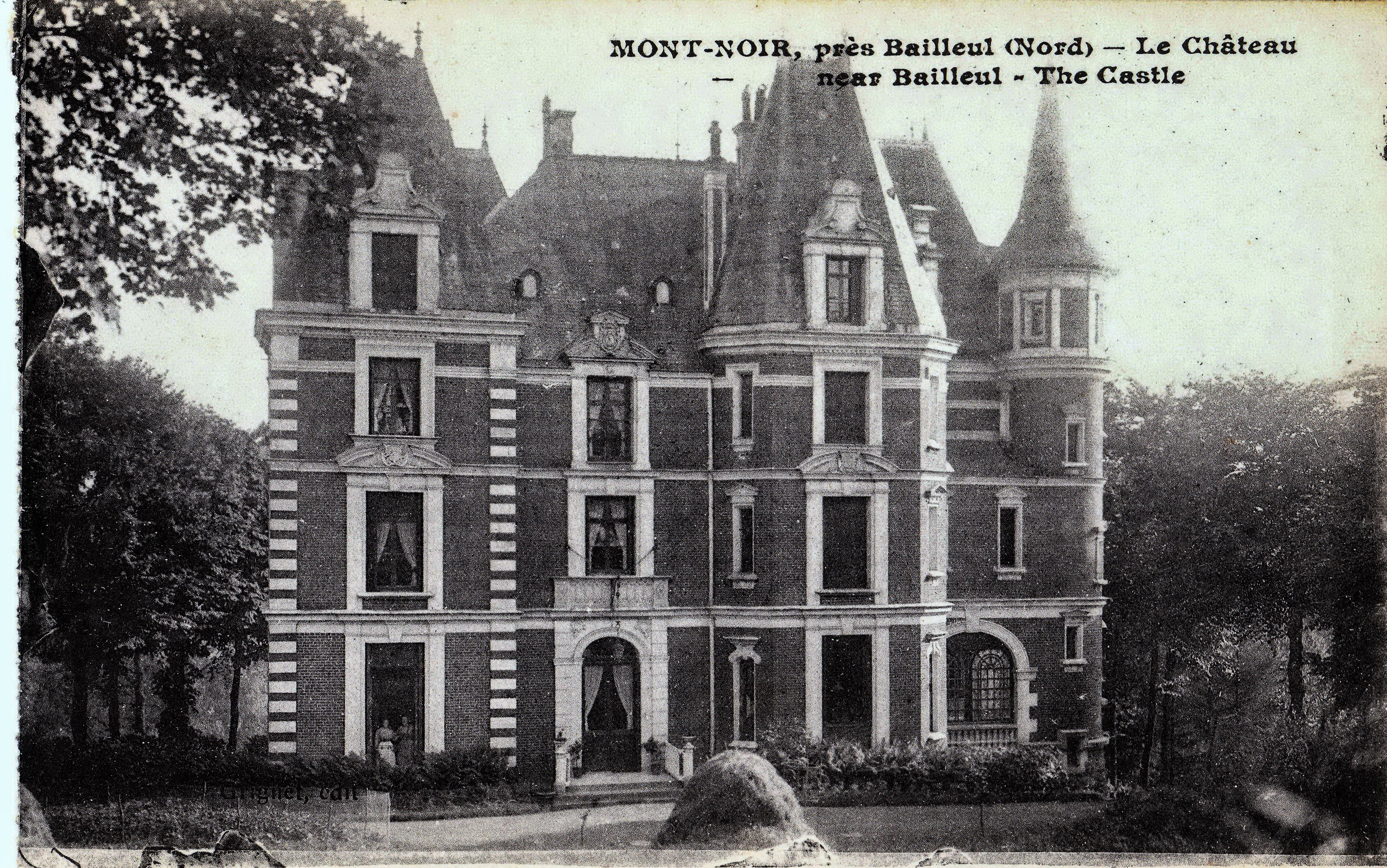

フランス貴族の末裔たる父ミシェル（Michel Cleenewerck de Crayencour）と、その二人目の妻でベルギー貴族の末裔たるフェルナンド（Fernande de Cartier de Marchienne）を母にブリュッセルで生まれた。母は出生時の産褥熱で世を去り、父は娘を連れて北フランスのノール県のモン=ノワールの館に帰った。幼少時は、夏はモン=ノワール、冬はリール市の屋敷で過ごす。1912年から父とともにパリに移り、夏はベルギー海岸の別荘で過ごすようになり、父と家庭教師によって教育を受け、博学な父の教えにより西洋古典の教養を身につけた。1914年にベルギー滞在時に第一次世界大戦が始まって帰国できなくなり、イギリスへ渡って1年間ロンドンに住み、ここで英語を学び、父からラテン語を学んだ。翌年パリへ戻り、父からギリシャ語を学び、イタリア語を独習。1917年にはパリを離れ、南仏を転々とする。

### 文学的出発
ニースにいる時にバカロレア第一部古典語コースに合格。1921年に対話体の詩「イカロス」などを含む詩集『キマイラの庭』を自費出版、この時にペンネーム「Marg Yourcenar」を用いた。1922年から小説『渦』の執筆を始め、その後原稿は破棄されるが、後の作品『死者が馬車を導く』の萌芽が含まれていた。1924年にイタリアのヴィラ・アドリアーナを訪れ、『ハドリアヌス帝の回想』の着想を得て執筆を始めるが、この原稿も破棄された。1926年、父の再婚とともにスイスに住み、当時流行していた通俗的な伝記の影響で、古代ギリシアの詩人ピンダロスの伝記的な研究を執筆し1932年に刊行された。1928年に『ジュネーヴ評論』誌に評論「ヨーロッパ診断」を発表。1929年にローザンヌで父ミシェル死去、前年に執筆していた小説『アレクシス あるいは空しい戦いについて』を刊行。グラッセ社の審査委員である作家アンドレ・フレニョーの支持により、1931年『新エウリディケ』を刊行。1932年の『ピンダロス』で初めて「Marguerite Yourcenar」のペンネームを使った。
1935年からギリシャにしばしば滞在、冬はパリで過ごし、イスタンブール、イタリア、中央ヨーロッパなどにも滞在し、ギリシャ、バルカン諸国、インド、中国、日本などを題材にした作品集『東方綺譚』を執筆した。

### アメリカへの出発
1937年にロンドンにヴァージニア・ウルフを訪問、また当時イェール大学学生のアメリカ人女性グレース・フリックと知り合い、招待を受けてコネチカット州ニューヘイブンなど各地に滞在する。1938年にはカプリ島、ソレントで、第一次大戦の動乱期を背景とする『とどめの一撃』を執筆。1939年に再びアメリカに渡るが、第二次世界大戦勃発のために帰国できなくなり、その後11年間アメリカで暮らした。1940年にグレース・フリックがハートフォードの高校に勤め始め、マルグリットも無給でフランス語と美術史を教え、1942から1949年までサラ・ローレンス大学の非常勤講師として比較文学、フランス文学を教えた。1947年にはアメリカ市民権を獲得し、「マルグリット・ユルスナール」を本名とした。
1950年にメイン州マウント・デザート島（Mount Desert Island）に私有地と家屋を購入し、「プチット・プレザンス(Petite Plaisance)」と名付け、グレースとともに住む。この頃、戯曲の執筆、黒人霊歌や古代ギリシャ詩の翻訳も行った。1951年にグレースとともにフランスに帰り、1952年に、ローマ皇帝の個人的な回想の形をとった歴史小説『ハドリアヌス帝の回想』がフェミナ・ヴァカレスコ賞を受賞して国際的名声が高まり、アカデミー・フランセーズによる文学賞も与えられた。

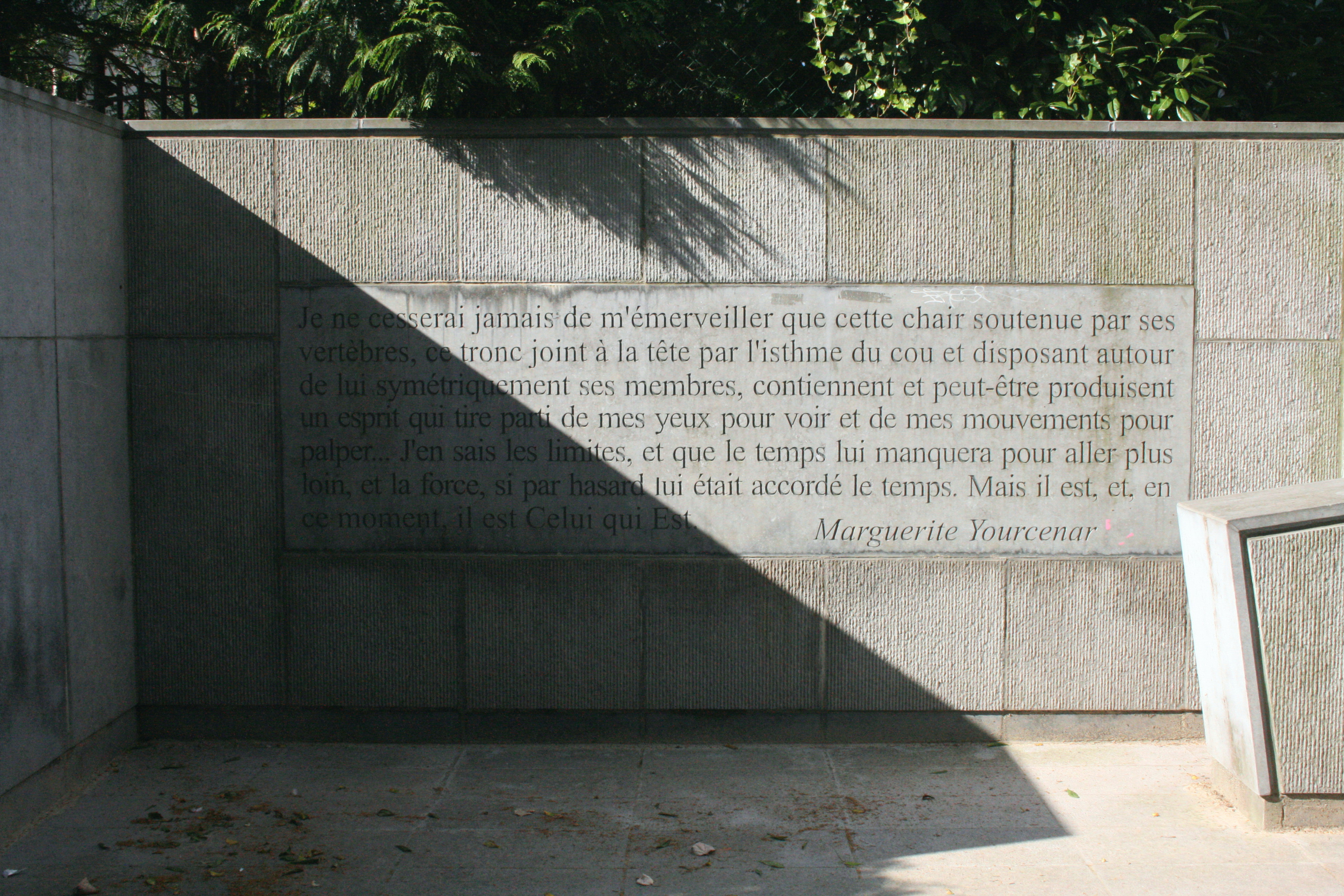
ブリュッセルのエグモント公園にある『黒の過程』の碑

この頃プチット・プレザンスの他に、ドイツ、フランス、ベルギーなどを転々とし、冬はポルトガル、スペイン、カナリア諸島で過ごした。また、人権、平和擁護、核拡散反対、動物保護、公害防止など、多くの運動団体に参加した。旧作『死者が馬車を導く』の第一篇「デューラー風に」の改稿を始め、これがルネサンス期の医師、哲学者、錬金術師ゼノンの激動の生涯を描く『黒の過程』となり、1968年に刊行されてフェミナ賞を受賞、名声を不動のものとした。1970年にベルギー王立アカデミー会員に選出。1971年にレジオンドヌール勲章受章、1972年モナコ・ピエール大公文学賞受賞。1977年、全業績に対してアカデミー・フランセーズ文学大賞受賞、1980年には女性初のアカデミー・フランセーズ会員となった。

### 晩年
1979年にグレース・フリックが死去。1982年に来日し、松島、中尊寺、伊勢、宇治、京都、広島、神戸、大阪を訪問。1991年に刊行された紀行文集『牢獄巡回』では、15篇中11篇が日本滞在について書かれている。1983年にはエラスムス賞を受賞。1985年に心臓発作に襲われ、ボストンの病院で手術を受ける。翌年からヨーロッパ各地に滞在し、ジュネーヴでは入院中のホルヘ・ルイス・ボルヘスを見舞った。1987年11月脳出血でマウント・デザート島の小さな町バー・ハーバー(Bar Harbor)の病院に入院し、12月に同病院で死去した。
自伝的作品として、作家自身のルーツをたどった『世界の迷宮』三部作がある。絶筆となった第三部『何が? 永遠が』は未完のまま1988年に刊行された。ユルスナールは三島由紀夫を評価していたことでも知られており、三島を扱った評論『三島あるいは空虚のビジョン』がある。
また18世紀イタリアの版画家ピラネージを扱った『ピラネージの黒い脳髄』がある。

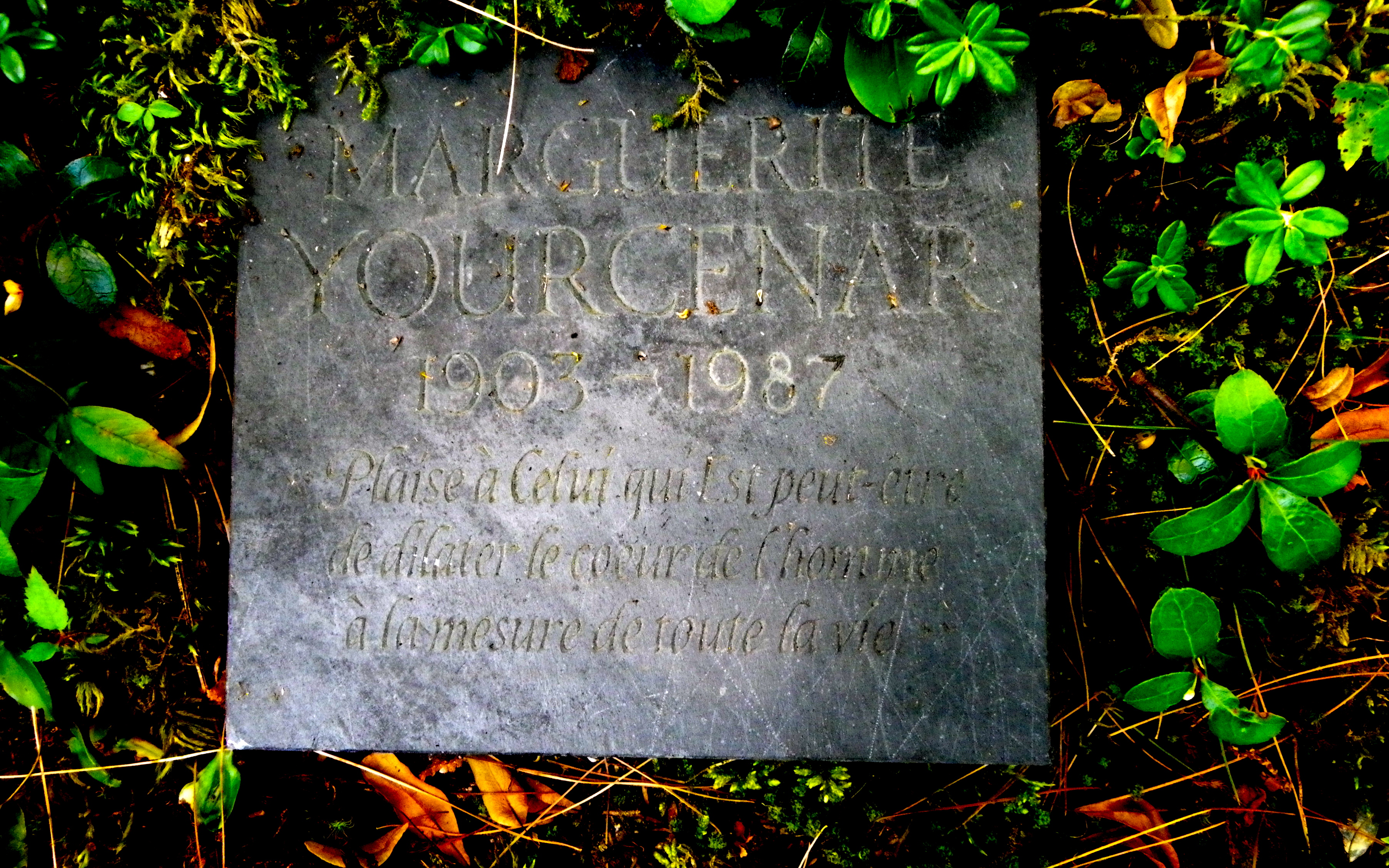
マウント・デザート島にあるマルグリッドの墓地

## 受賞・記念
- 1952年 フェミナ・ヴァカレスコ賞 『ハドリアヌス帝の回想』
- 1958年 ルネ・ヴィヴィアン賞 『アルキッポスの慈悲』
- 1963年 コンバ賞 『検証を条件に』
- 1968年 フェミナ賞 『黒の過程』
- 1972年 ピエール・ド・モナコ公子財団文学賞 全作品に対して
- 1974年 Grand Prix national de la culture 『世界の迷路 I 追悼のしおり』
- 1977年 アカデミー・フランセーズ文学大賞 全作品に対して
- 1980年 アカデミー・フランセーズ会員（女性として初）
- 1983年 エラスムス賞 ヨーロッパの文学と文化への貢献に対して
- 1987年 アメリカ芸術科学アカデミー フェロー[3]
- 2003年 ベルギーで切手（0.59ユーロ）発行[4]

## 作品
『アレクシス』は同性愛をテーマにした作品で、アンドレ・ジッド『コリドン』(1924)が巻き起こした議論のおかげで、このテーマを取り上げることができたと述べている。また内容についてはリルケ『マルテの手記』の影響が大きいと語っている。
『東方奇譚』は1938年の初版発行時には10編が収められていたが、1976年に改訂版を刊行し、文体上の修正の他、「斬首されたカーリ女神」は結末部分が書き改められ、「クレムリンの囚人」(La Fin de Marko Kraliévitch)が「不出来で手直しの価値なし」として外され、9編となっている。
『とどめの一撃』は、母の親友であったジャンヌ・ド・ルヴァルの夫で音楽家のエゴンが、故郷のラトビアで聞いた従兄弟たちの消息を、物語化したものであると、『何が? 永遠が』の未完の章「からみあう小径」で語られており、「この事件全体が悲劇というジャンルのあらゆる要素をふくんており、したがってフランスの伝統的な物語という枠にみごとにはまり込む」と考えたことを、1962年に付された「序」で述べている。
『ハドリアヌス帝の回想』は1924年に構想されて1951年に発表されたもので、ローマ皇帝ハドリアヌス帝が生涯を回顧する歴史小説であり、古代の思想や芸術にも焦点が当てられている。『黒の過程』は16世紀の架空の人物ゼノンの生涯を描いたもので、冒険談であるとともに、ルネッサンスと宗教改革の時代のヨーロッパの混沌をも描き出している。これらの歴史を題材とした小説では、文献に基づく徹底した考証と、美的な文体に加えて、歴史上の世界が「作家の心情と思想の世界に、過不足ない力強さで見事につなぎとめられている」とされている。
『夢の貨幣』はムッソリーニのファシズム下にあるイタリアで、反ファシズム運動に関わる人々を描いている。登場人物たちは時代を動かすような存在にはなりえず、「それぞれが無定形な群れのなかに埋没させられて、真の人間相互ドラマを切り結びえない」として描かれている。
ユルスナールは家庭雑誌『レアリテ』のインタビューで創作原理についてパン作りになぞらえて語っており、小麦粉のかたまりが手の熱によって温められ、その中で生き物が生まれて自己主張を始めるのだという。また人間は「長く伸びる連鎖のなかの一つの環にすぎない」という世界観に基づいて歴史小説を書いていることを述べている。 須賀敦子は著書『ユルスナールの靴』において、「語彙の選択、構文のたしかさ、文章の品位と思考の強靭さ。それらで読者を魅了することが、ユルスナールにとっては、たましいの底からたえず湧き出る歓びであり、それがなくては生きた心地のしないほどの強い欲求だったにちがいない」と評価している。

### 詩集
- 『キマイラの庭』Le Jardin des chimères. 1921年
- 『神々は死なず』Les dieux ne sont pas morts. 1922年
- 『火』Feux. 1936年（散文詩）
- 『アルキッポスの慈悲』Les Charités d'Alcippe (La Flûte enchantée, Liège…). 1956年
- Écrit dans un jardin. 1992年（Pierre Albuisson挿絵)

### 小説
- 『アレクシス あるいは空しい戦いについて』Alexis ou le Traité du vain combat. 1929年、Au sans pareil社
- 『新エウリディケ』La Nouvelle Eurydice. 1931年
- 『夢の貨幣』Denier du rêve. 1934年（改稿版1959年）
- 『死者が馬車を導く』La mort conduit l'attelage. 1934年
- 『東方綺譚』Nouvelles orientales. 1938年（短編集）
- 『とどめの一撃』Le Coup de grâce. 1939年
- 『ハドリアヌス帝の回想』Mémoires d'Hadrien. 1951年（歴史小説）
- 『黒の過程』L’Œuvre au noir. 1968年
- 『姉アンナ・・・』Anna, soror, 1981年、ガリマール社
- 『流れる水のように』Comme l'eau qui coule. 1982年（短編集、「姉アンナ」Anna, soror…, 「無名の男」Un homme obscur, 「美しい朝」Une belle matinée）
- Comment Wang-Fô fut sauvé. 1983年（短編）
- Le Cheval noir à tête blanche. 1985年
- 『青の物語』Conte bleu - Le Premier soir - Maléfice. 1993年（短編集）

### 戯曲
- Électre ou la Chute des masques. 1954年、Plon社
- Le Mystère d'Alceste. 1963年
- Qui n'a pas son Minotaure ?. 1963年
- Théâtre I (Rendre à César, La Petite Sirène et Le Dialogue dans le marécage). 1971年
- Théâtre II (Électre ou la Chute des masques, Le Mystère d'Alceste et Qui n'a pas son Minotaure ?). 1971年

### 随筆・評論
- 『ピンダロス』Pindare. 1932年
- 『夢と運命』Les Songes et les Sorts. 1938年
- 『検証を条件に』Sous bénéfice d'inventaire. 1962年、ガリマール社
- Ah, mon beau château. 1962年（シュノンソー城の歴史研究）
- Réception de Madame Marguerite Yourcenar à l'Académie royale de langue et de littérature françaises de Belgique - Discours de M. Carlo Bronne et de Mme Marguerite Yourcenar. 1971年（演説稿）
- 『三島、あるいは虚空のビジョン』Mishima ou la Vision du vide. 1980年、ガリマール出版社
- 『アカデミー・フランセーズ入会演説、付ジャン・ドルメッソンによる歓迎演説』Discours de réception de Madame Marguerite Yourcenar à l'Académie française et réponse de Monsieur Jean d'Ormesson. 1981年（演説稿）
- Sur quelques thèmes érotiques et mystiques de la Gita-Govinda - L'Andalousie ou les Hespérides. 1982年
- 『時、偉大なこの彫刻家』Le temps, ce grand sculpteur. 1983年、ガリマール出版社
- 『物の声』La Voix des choses. 1987年（自身の愛読書からの引用集、ジェリー・ウィルソンの写真を含む）
- Les Trente-Trois Noms de Dieu-Le Livre d'Adresse. 1988年（詩とエッセイ）
- 『巡礼として、異邦人として』En pèlerin et en étranger. 1989年
- 『牢獄巡回』Le Tour de la prison. 1991年（エッセイと紀行文）
- Sources II. 1999年

### 自伝
- 『世界の迷路 I 追悼のしおり』Le Labyrinthe du monde. I, Souvenirs pieux. 1974年
- 『世界の迷路 II 北の古文書』Le Labyrinthe du monde. II, Archives du Nord. 1977年
- 『世界の迷路 III 何が? 永遠が』Le Labyrinthe du monde. III, Quoi ? L'Éternité. 1988年

### 翻訳
- ヴァージニア・ウルフ『波』[8] Les Vagues. 1937年
- ヘンリー・ジェイムズ『メイジーの知ったこと』Ce que savait Maisie. 1947年
- 『コンスタンタン・カヴァフィの批評的紹介』Présentation critique de Constantin Cavafy 1863-1933, suivie d'une traduction intégrale de ses poèmes, avec Constantin Dimaras. 1958年（Constantin Dimaras共訳）
- Hortense Flexner. 1964年（選詩集）
- 『深い河、暗い川』Fleuve profond, sombre rivière. 1964年（黒人霊歌）
- Présentation critique d'Hortense Flexner, choix de poèmes. 1969年
- 『王冠と竪琴』La Couronne et la Lyre. 1979年（古代ギリシア語詩選）
- ジェイムズ・ボールドウィン, Le Coin des « Amen ». 1983年
- 『ブルースとゴスペル』Blues et Gospels. 1984年
- 三島由紀夫『近代能楽集』Cinq Nô modernes. 1984年（5編を翻訳）
- ライナー・マリア・リルケ Poèmes à la nuit. 1994年

### インタビュー
- Patrick de Rosbo, Entretiens radiophoniques avec Marguerite Yourcenar. 1972年、メルキュール・ド・フランス社
- Matthieu Galey『目を見開いて』Les Yeux ouverts. 1980年、Le Centurion社
- Jacques Chancel, Radioscopie de Marguerite Yourcenar, 1999年
- Marguerite Yourcenar : Entretiens avec des Belges. 1999年、Centre international de documentation Marguerite Yourcenar
- Portrait d'une voix.  vingt-trois entretiens, 1952-1987. 2002年
- Marguerite Yourcenar en questions. 2008年、Michèle Goslar編

### 没後刊行
- 『友人たち及び他の何人かへの手紙』Lettres à ses amis et quelques autres. 1995年
- D'Hadrien à Zénon - Correspondance 1951-1956. 2004年
- Une volonté sans fléchissement - Correspondance 1957-1960. 2007年
- Persévérer dans l'être - Correspondance 1961-1963. 2011年

### 全集
- Œuvres romanesques. 1982年、プレイヤード叢書
- Essais et Mémoires. 1991年、プレイヤード叢書

## 日本語訳
- 多田智満子訳『ハドリアヌス帝の回想』白水社 1964年 - 新版多数
- 岩崎力訳『黒の過程』白水社 1970年、新版2008年ほか
- 岩崎力訳『アレクシスあるいは空しい戦いについて』白水社 1981年
- 岩崎力訳『とどめの一撃』雪華社 1985年、岩波文庫 1995年
  - 新版『アレクシス／とどめの一撃』白水社 2017年
- 多田智満子訳『ピラネージの黒い脳髄』白水社アートコレクション 1985年
- 若林真訳『夢の貨幣』「世界の文学24」集英社 1978年
- 多田智満子訳『火 散文詩風短篇集』白水社 1974年
- 多田智満子訳『東方綺譚』白水社 1980年、白水Uブックス 1984年
- 澁澤龍彦訳『三島あるいは空虚のビジョン』河出書房新社 1982年 - のち同「翻訳全集15」
- 岩崎力訳『姉アンナ…』白水社 1987年
- 岩崎力訳『流れる水のように』白水社 1991年
- 吉田加南子訳『青の物語』白水社 1994年
  - ※以上の訳書は、『ユルスナールセレクション』（全6巻[9]、白水社）に収録。
- 岩崎力訳 『追悼のしおり　世界の迷路I』白水社、2011年5月
- 小倉孝誠訳 『北の古文書　世界の迷路II』白水社、2011年11月
- 堀江敏幸訳 『何が? 永遠が　世界の迷路III』白水社、2015年8月

## 原作映画
- 『とどめの一撃』1976年、フォルカー・シュレンドルフ監督、マルガレーテ・フォン・トロッタ
- Comment Wang-Fô fut sauvé. 1987年、ルネ・ラルー監督、
- 『黒の過程』1988年、アンドレ・デルヴォー監督、ジャン・マリア・ヴォロンテ、サミー・フレー

## 伝記・研究
- Denise Bourdet『マルグリット・ユルスナール』Marguerite Yourcenar’’、1957年
- ジョジアーヌ・サヴィニョー『マルグリット・ユルスナール』Marguerite Yourcenar : l'invention d'une vie、1990年
- ミシェール・サルド『あなた、マルグリッッド・ユルスナールは-情熱とその仮面たち』Vous, Marguerite Yourcenar : la passion et ses masques、1995年
- Michèle Goslar, Yourcenar : biographie. « Qu'il eût été fade d'être heureux »、1998年
- Achmy Halley, Tanguy Dohollau, Marguerite Yourcenar, l'académicienne aux semelles de vent、2010年
- Henriette Levillain, Yourcenar : Carte d'identité、2016年
- Mireille Brémond, Marguerite Yourcenar, une femme à l'Académie、2019年

## 注
1. ↑  『須賀敦子全集3』、p.570f（河出書房新社、2000年）、「ユルスナールの小さな白い家」を収録。
2. 1 2 3  『とどめの一撃』岩波文庫（岩崎力「解説」）
3. ↑  “Book of Members, 1780–2010: Chapter Y”.   American Academy of Arts and Sciences. 2014年7月22日閲覧。
4. ↑  “Literatuur op postzegels België 2003” (オランダ語).   Filahome.com. 2008年5月17日時点のオリジナルよりアーカイブ。2014年6月17日閲覧。
5. ↑  『目を見開いて』
6. ↑  『東方奇譚』白水社 1984年（多田智満子「解説」）
7. 1 2 3  『集英社版世界の文学24 ユルスナール/ガデンヌ』集英社 1978年（解説）
8. ↑  ウルフ論収録、『空間の旅・時間の旅　ユルスナール・セレクション5』白水社、2002年
9. ↑  収録内容は小説作品の他に、評論集『空間の旅・時間の旅』、ロング・インタビュー集『目を見開いて』。